# Phlox vermejoensis
Phlox vermejoensis är en blågullsväxtart som beskrevs av B.S.Legler. Phlox vermejoensis ingår i släktet floxar, och familjen blågullsväxter. Inga underarter finns listade i Catalogue of Life.